# Соколовський Валентин Іванович
Валенти́н Іва́нович Соколо́вський (* 22 лютого 1947, Відень, Австрія) —український кінодокументаліст, сценарист, письменник, драматург.

## Біографія
Народився у Відні. Живе у Києві з 1951 року.
З 1964 року вчився на кінофакультеті Київського театрального інституту у майстерні Григорія Крикуна та Тимура Золоєва. Диплом кінорежисера захистив 1969 року картиною «Земля наша», яку було відмічено на 2-му з'їзді колгоспників СРСР і золотою медаллю ВДНГ у Москві.
У 1968—1993 роках працював на «Київнаукфільмі», відзняв біля сотні фільмів. Відзначалися вони неодноразово. Так, 1978 року картина «На вогненній вахті» отримала «Бурштинового Півня» — головний приз огляду фільмів країн Ради Економічної Взаємодопомоги з пожежної безпеки. Пожежна охорона СРСР довгий час вважала цей фільм своєю візитною карткою. Роком раніше бронзовою медаллю ВДНГ була відзначена його картина «Осягаючи тайнопис молекул».
1979 року Держкіно СРСР одним зі своїх циркулярних листів рекомендувало фільм «Таємниця висохлої калюжі» як зразок науково-популярного кіно.
З 1991 року режисер намагається працювати відповідно до власних уподобань.
Зокрема, у 1993—2000 роках на «Укртелефільмі» відзняв 12 фільмів циклу «Архітектори Києва».
1995 року фільм «Рукопис з Пересопниці» отримав Срібну Оранту на Першому Українському кінофестивалі християнського мистецтва.
2003 року до Дня Києва за багаторічну працю по збереженню та популяризації історико-культурної спадщини отримав подяку київського міського голови.
2005 року фільм «Олександра Екстер і світова сценографія» став першим з циклу «Мистецтво світу — внесок України». На міжнародному кінофестивалі «Контакт» 2006 року цей фільм було визнано найкращим короткометражним фільмом національного конкурсу. Проєкт циклу становить 26 назв. Другим та останнім став «Олександр Богомазов і український кубофутуризм».
Коло інтересів дозволяє працювати в інших сферах. Очолював служби перекладу на міжнародних кінофестивалях «Молодість» та «Контакт», знімав кліпи, співробітничав у ЗМІ, працював копірайтером у рекламі. Як автор і art-директор брав участь у виданні альбому сучасної скульптури.
2006 року видав роман «Анна, Анрі та Рауль» про дочку Ярослава Мудрого, яка стала королевою Франції.
За романом написав п'єсу «Ми будемо жити вічно». У 2004—2008 роках на сцені експериментального театру київського Будинку актора пройшло біля півсотні вистав за цією п'єсою.
2008 року спектакль та автора п'єси було запрошено до Парижа французькою асоціацією «Українські проліски» для участі у 4-му випуску культурної події «Погляд з України», яка, по суті, була днями української культури, що проводилися під егідою Міністерства закордонних справ України.
2014 року під назвою «Ярославна — королева Франції» п'єсу поставлено у Львові на сцені театру імені Марії Заньковецької.
2008 року опублікував роман «Листи до сестри або Київські канікули академіста Врубеля» про київський період життя художника, період його становлення. За романом написав п'єсу «Камертон», яка була презентована у київському Будинку актора ще 2002 року.
2011 року відбулася прем'єра цієї п'єси у формі моноспектаклю.
Того самого, 2011, київське видавництво Лат&K опублікувало друге, доопрацьоване, видання «Листів до сестри».
2013 Лат&K видало його повість «Ніч у місті вишень або Чекаючи на Франсуа» про життя видатного французького поета Франсуа Війона.
2022 у співавторстві з  Д. Горбачовим видано грунтовне дослідження «Мистецтво світу. Внесок України».

## Фільмографія (з1991, вибірково)
- «Реріх та Україна» (1991)
- «Всі ми родом з дитинства» (1991)
- «Кременець» (1992) — з серії «Золоте намисто України»
- «Зійди на гори Київські» (1992, співавт. сценар. з В. Киркевичем)
- «Медицина Київської Русі» (1993) — з документ. циклу «Невідома Україна. Лікарська справа в Україні»
- «Андрій Першозваний» (1993) — з серіалу «Дещо з минулого»
- «Таємниці Межигір'я» (1993)
- «Рукопис з Пересопниці» (1993)
- «Народження флоту» (1994)
- «Загадка Петра Могили» (1995, укр., англ., франц., нім.)
- «Дім серед алей. Стравінські» (1995, укр., англ., франц., нім.)
- «Рівне. Відкриті брами» (1997, укр., англ., франц., нім.)
- «Вінниця. Дарунок майбутньому» (1998)
- «Василь Бородай» (1999)
- «Михайло Остроградський» (2001)
- «Антонов» — XXI століття… політ нормальний" (2001, рос., англ.)
- «Приймаємо виклик часу» (Шахта «Комсомолець Донбасу») (2001, рос.)
- «Зварюванню належить майбутнє» (2003) — Інститут ім. Є. О. Патона
- «Літати, висоти не втрачаючи!» (Авіаконструктор О. Антонов) (2006)

Цикл «Мистецтво світу — внесок України»
- «Олександра Екстер та світова сценографія» (2005, англ. титр)
- «Український Кубофутуризм і Олександр Богомазов» (2006, англ. титр)

Серія «Архітектори Києва»
(автори сценар.: М. Кальницький, Г. Десятник, В. Киркевич, Л. Федорова; оператори: М. Марковський, В. Борачек, І. Приміський, Ф. Ржешутек та ін.)
- «Владислав Городецький» (1993)
- «Беретті. Батько і син» (1994)
- «Йоган Готфрід Шедель» (1995)
- «Степан Ковнір» (1995)
- «Володимир Ніколаєв» (1996)
- «Іван Григорович-Барський» (1996)
- «Андрій Меленський» (1997)
- «Олександр Вербицький» (1998)
- «Валеріан Риков» (1999)
- «Олександр Шіле» (1999)
- «Олександр Кобелєв» (1999)
- «Павло Альошин» (2000)

## Романи, повісті, п'єси
- П'єса «Ми будемо жити вічно» (прем'єра 2004)
- Роман «Анна, Анрі та Рауль або „Кульбабки“» (Київ: Академ-Прес,2006, рос. 256 с.)
- Роман «Листи до сестри або Київські канікули академіста Врубеля» (Київ: Port-Royal, 2008, рос., 388 с.; друге видання 2011)
- П'єса «Камертон» (презентація 2002, прем'єра 2011)
- Повість «Ніч у місті вишень або Чекаючи на Франсуа» (2013, рос.)
- Роман «Анна. Дилогія» (Київ: Видавець Бихун В. Ю., 2018. 264 с.)

## Статті
- Валентин Соколовський «Врубель у Києві» («Київ», 1987, № 4) (.pdf)
- Валентин Соколовський «Рукопис з Пересопниці» («Міжнародний туризм», 1999, № 1, стор. 54-55) (.pdf)
- Валентин Соколовський «Розмова з Василем Бородаєм» («Хроніка-2000», випуски № 49-50, стор. 26-45) (.pdf)
- Валентин Соколовський «Демон з очима янгола» («Чумацький шлях», 2001, № 1, стор. 10-12) (.pdf)